# Шевченкове (Лебединська міська громада)
Шевче́нкове —  село в Україні, у Лебединській міській громаді Сумського району Сумської області. Населення становить 56 осіб. До 2020 орган місцевого самоврядування — Пристайлівська сільська рада.

## Географія
Село Шевченкове знаходиться між річками Псел та Лозова (6 км). По селу протікає пересихаючий струмок з загатою. Поруч проходить автомобільна дорога Т 1913.

## Історія
12 червня 2020 року, відповідно до Розпорядження Кабінету Міністрів України № 723-р «Про визначення адміністративних центрів та затвердження територій територіальних громад Сумської області» увійшло до складу Лебединської міської громади.
19 липня 2020 року, після ліквідації Лебединського району, село увійшло до Сумського району.